# Francis Beaumont
Francis Beaumont (Grace Dieu, 1584 – Londres, 1616) foi um poeta e dramaturgo renascentista inglês, famoso sobretudo por suas colaborações com John Fletcher. Ele está enterrado na Abadia de Westminster.